# Meszesfalu
Meszesfalu (korábban Meszesfalva, szerbül Месић / Mesić, románul Mesici, németül Mesitsch) település Szerbiában, a Vajdaságban, a Dél-bánsági körzetben, Versec községben.

## Fekvése
Versectől keletre, Márktelke, Temesszőlős és Almád közt fekvő település.

## Története
Meszesfalu (Meszesfalva, Meszics) helyén eredetileg egy görögkeleti kolostor feküdt, amely már a középkorban is fennállt, és megtalálható volt az 1723-1725-ös gróf Mercy-féle térképen is, az 1761-es térképen a kolostor mellett már egy óhitűektől lakott házcsoport is fel volt tüntetve, az 1783-as térkép pedig Kloster-Mesich néven jelezte.
Meszesfalu a 19. század elején már önálló község volt. Földesura az itt álló görögkeleti kolostor volt.
Mostani kolostorát Joannovics Arzén építtette 1840-1843. között.
1910-ben 726 lakosából 3 magyar, 700 román, 19 szerb volt. Ebből 722 volt görögkeleti ortodox.
A trianoni békeszerződés előtt Temes vármegye Verseczi járásához tartozott.

## Források

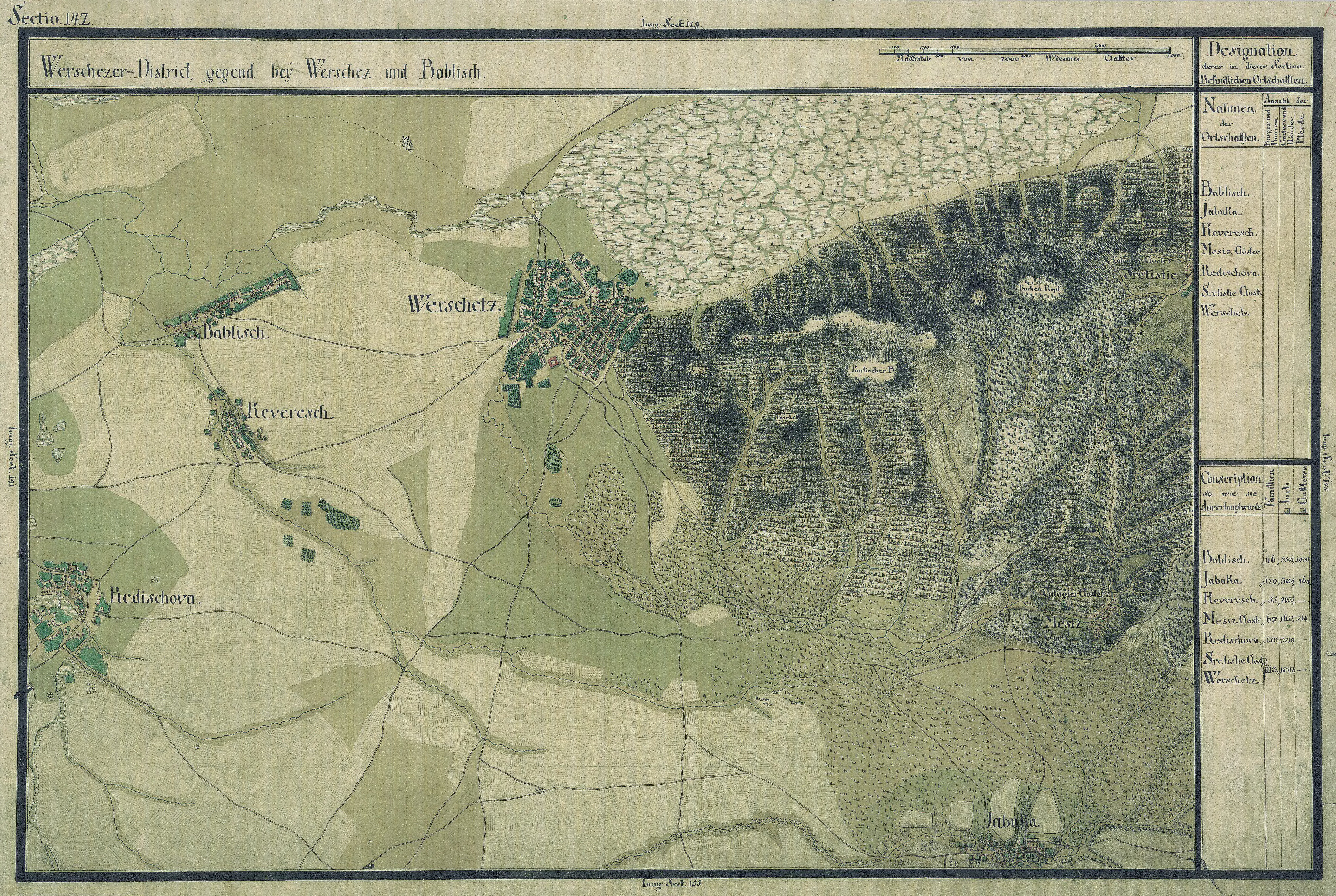
Meszesfalva egy régi térképen

## Népesség

### Demográfiai változások
| 1948 | 1953 | 1961 | 1971 | 1981 | 1991 | 2002 | 2011 |
| ---- | ---- | ---- | ---- | ---- | ---- | ---- | ---- |
| 490  | 477  | 470  | 431  | 392  | 347  | 227  | 198  |